# Myrmecocystus snellingi
Myrmecocystus snellingi är en myrart som beskrevs av Bolton 1995. Myrmecocystus snellingi ingår i släktet Myrmecocystus och familjen myror. Inga underarter finns listade i Catalogue of Life.

## Bildgalleri

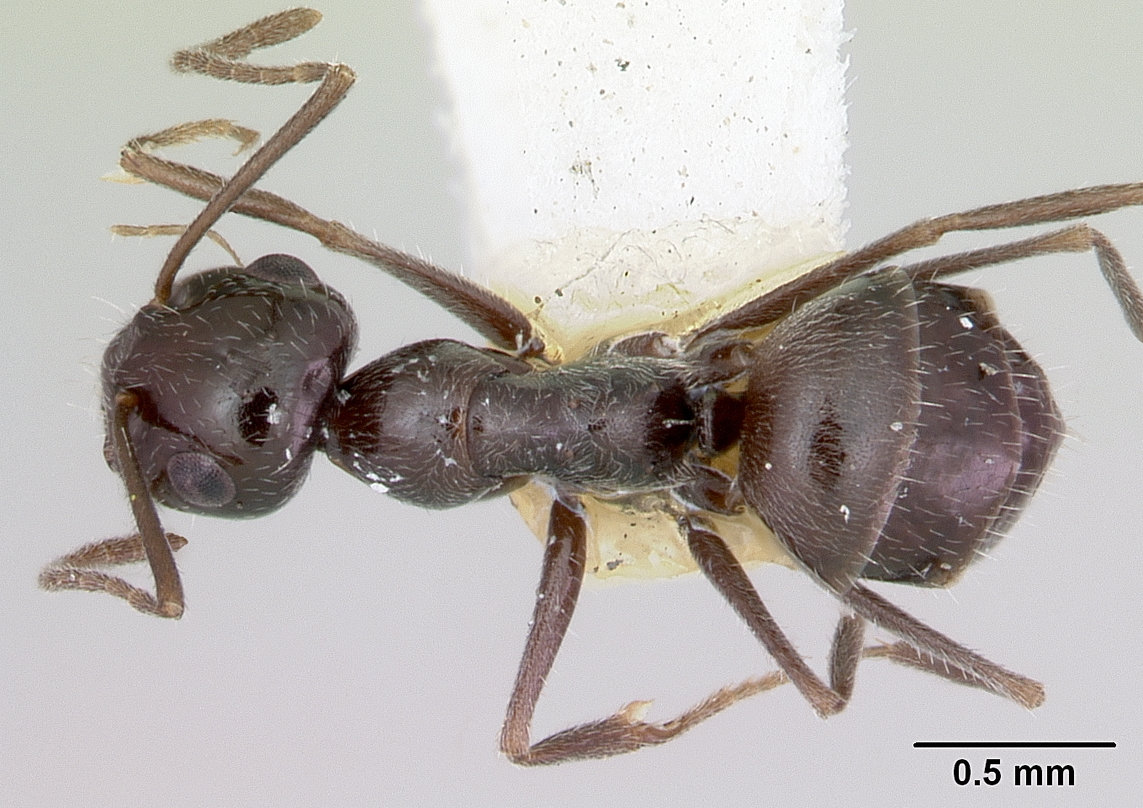
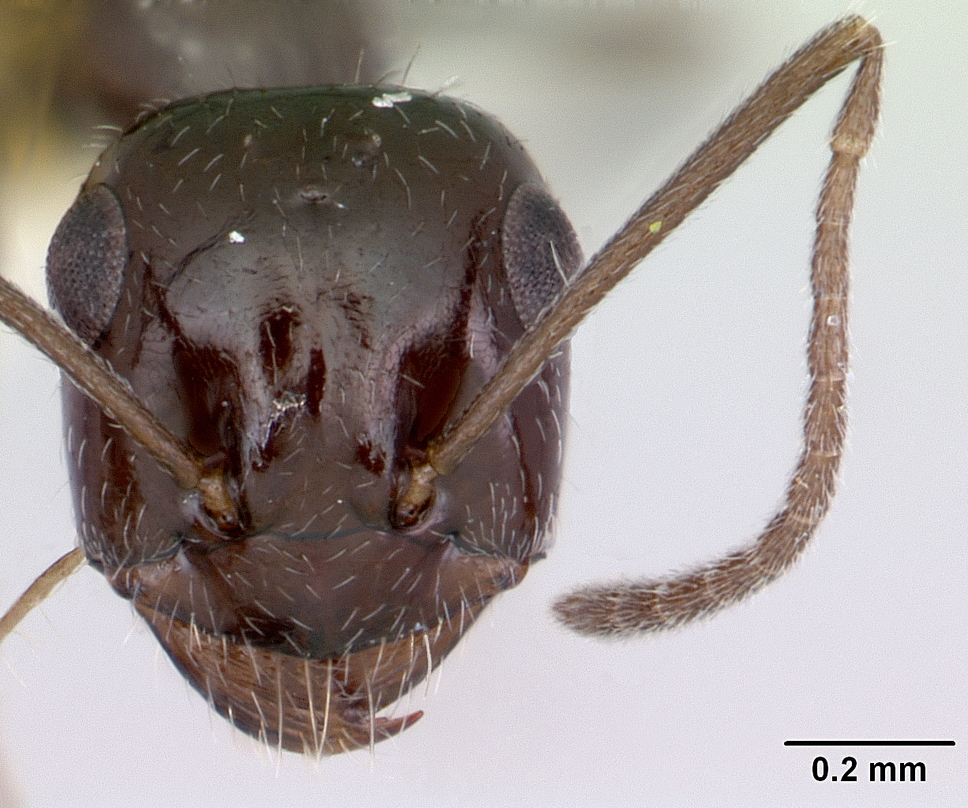
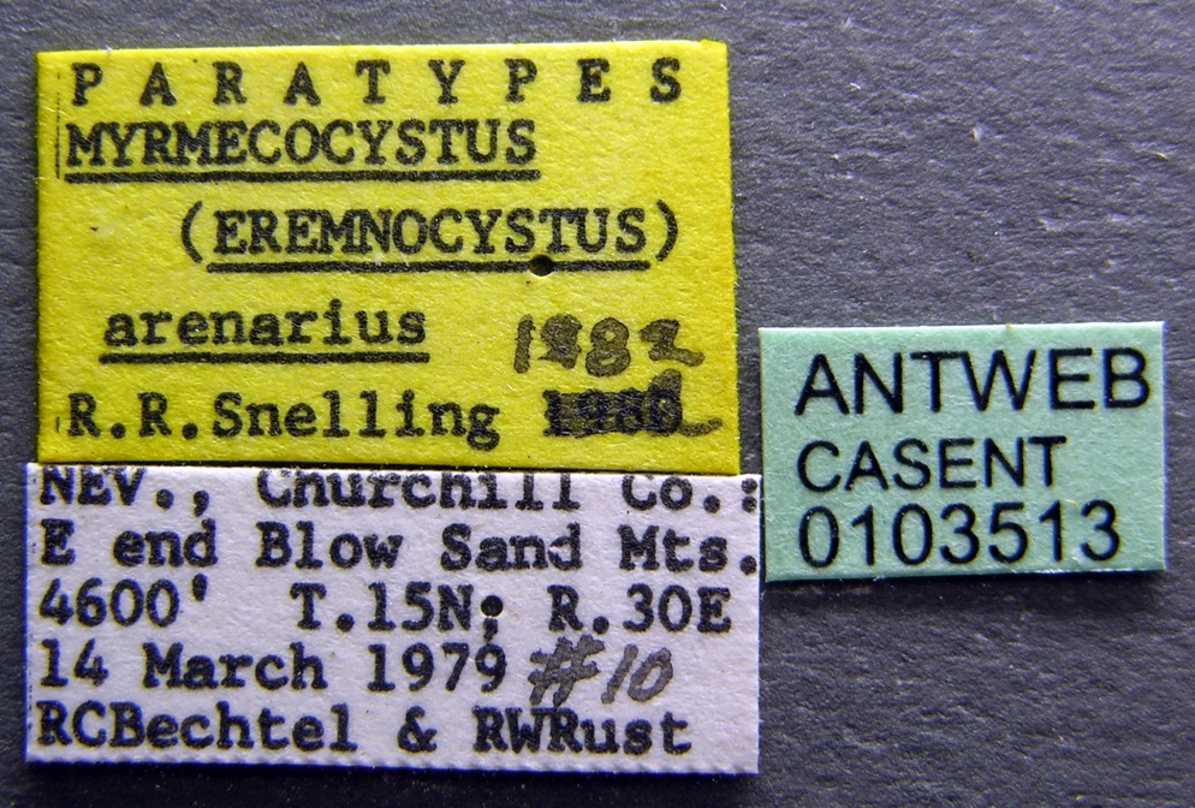
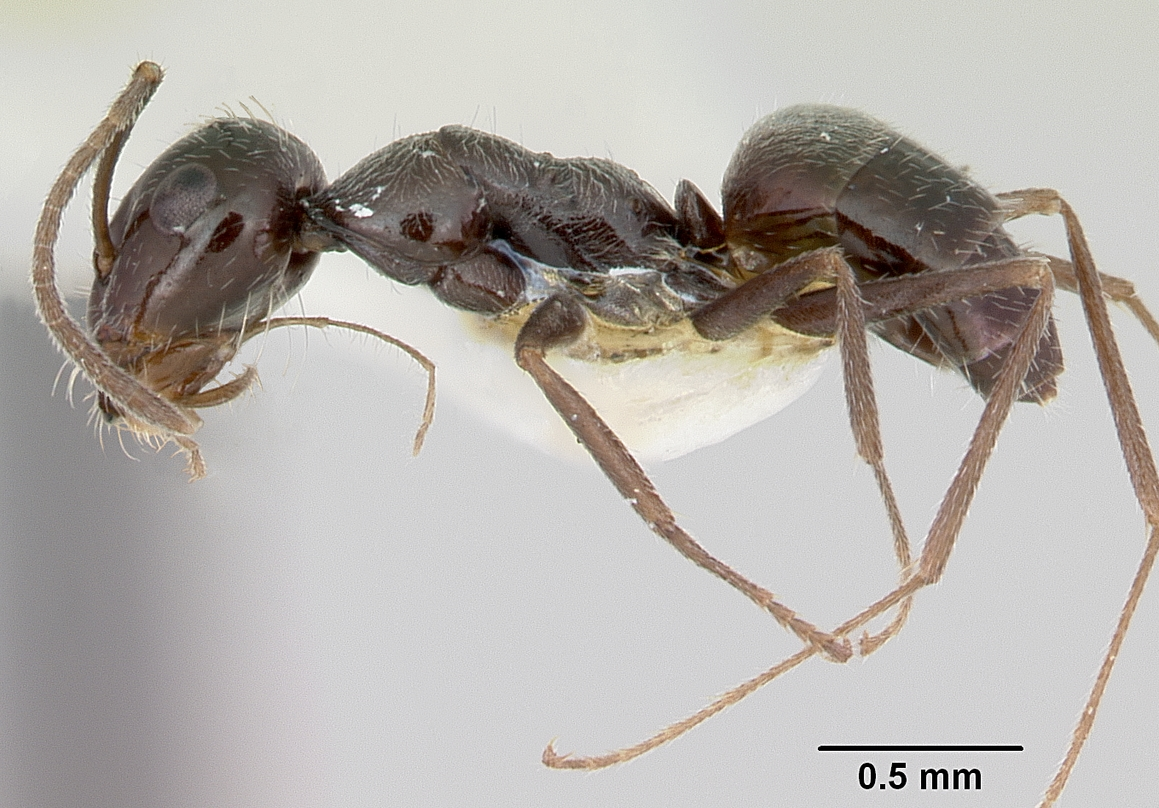
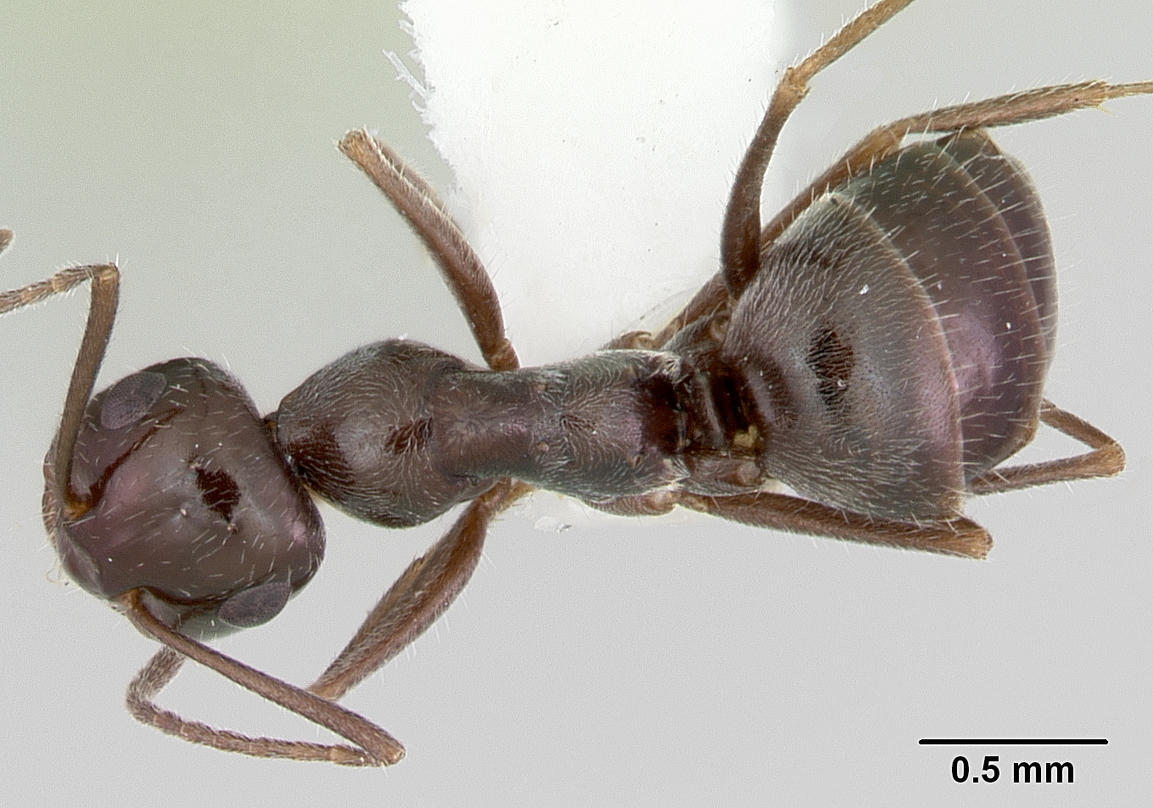
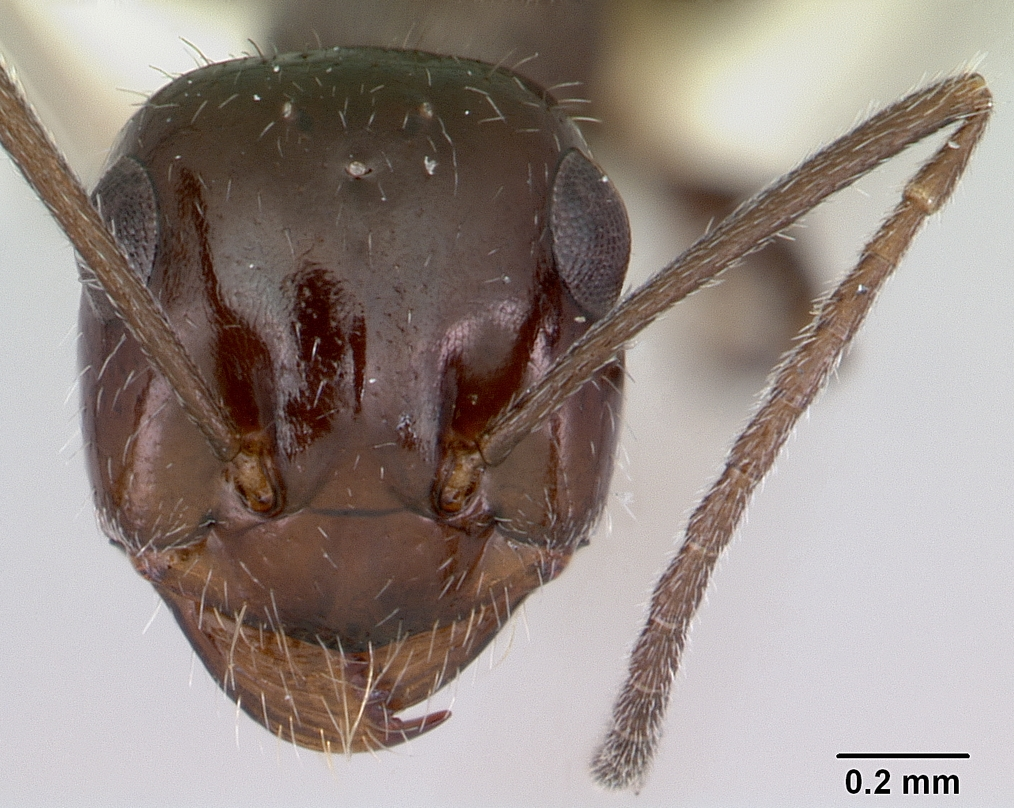